# 王蔚 (金朝)
王蔚（？—1190年），字叔文，大兴府香河县（今河北省香河县）人。中国金朝政治人物，金章宗时尚书右丞。

## 生平
金熙宗皇统二年（1142年）进士，通晓吏事，调为良乡县县丞。因治绩优等补尚书省令史，官至左司郎中。金世宗大定二年（1162年）授河东北路转运使，以廉正转中都路都转运使。历任吏部尚书、知河中府、南京（今河南省开封市）留守等职。大定十五年（1175年）拜参知政事。次年，出任知真定府（今河北省正定县）事，转知河中府。金章宗明昌元年（1190年）任尚书右丞。致仕。不久去世。